# Légume-fleur

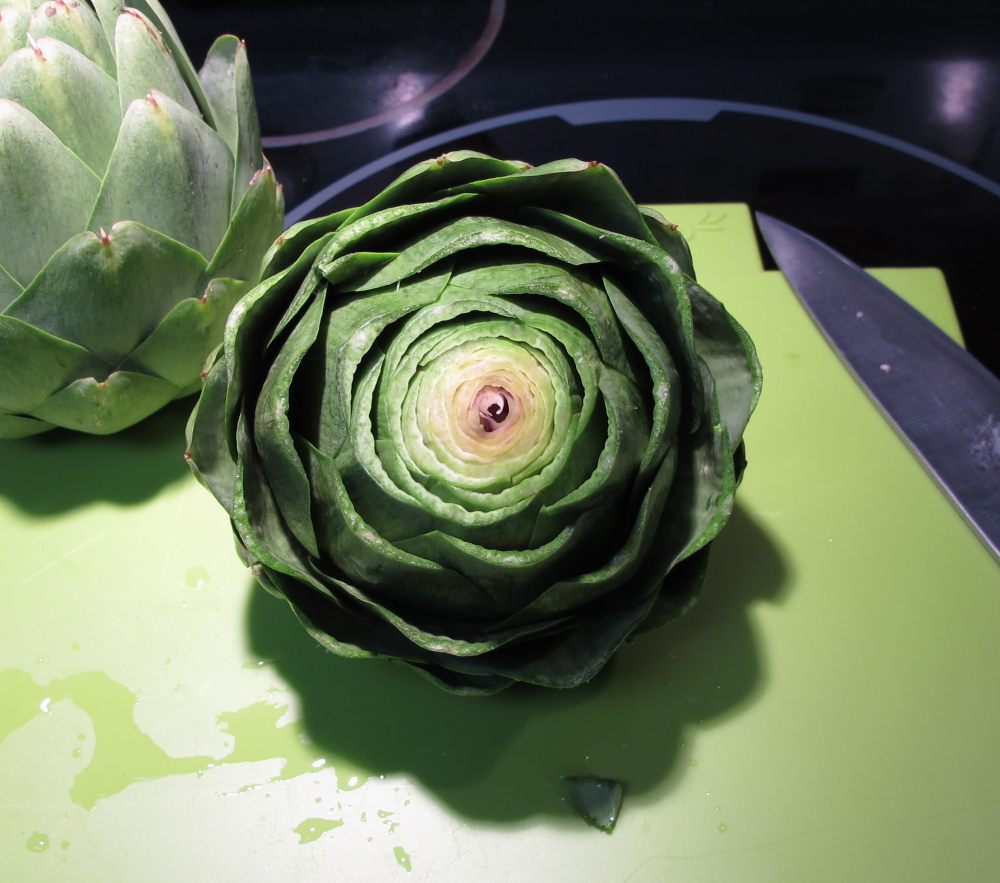
Artichaut.

Les légumes-fleurs sont des fleurs ou des boutons floraux qui sont consommés en légumes.
Les fleurs sont souvent récoltées avant qu'elles ne s'ouvrent (avant qu'elles soient complètement développées) sinon elles perdent leur arôme. Elles peuvent se consommer cuites (artichauts, brocolis), cuites ou crues (jeunes artichauts, choux-fleurs) ou confites dans du vinaigre blanc salé (câpres).
D'autres fleurs sont cueillies ouvertes et se consomment cuites (fleurs de courgette, capucines).